# Nathalie Daoust
Pour les articles homonymes, voir Daoust.
 (décembre 2018).
Si vous disposez d'ouvrages ou d'articles de référence ou si vous connaissez des sites web de qualité traitant du thème abordé ici, merci de compléter l'article en donnant les références utiles à sa vérifiabilité et en les liant à la section « Notes et références ».
Nathalie Daoust, née le 31 mars 1977 à Montréal, est une photographe et artiste contemporaine canadienne. Elle utilise l’espace et la lumière comme des moyens pour étudier la création de soi, elle construit des mondes qui dévoilent les impulsions contradictoires qui nous animent.

## Biographie
Nathalie Daoust étudie la photographie au Cégep du vieux Montréal de 1994 à 1997. Après avoir obtenu son diplôme, elle déménage à New York, où elle passe deux ans à photographier les chambres à la décoration unique du Carlton Arms Hotel qu’elle habite. Ces images constituent la matière de son premier livre, New York Hotel Story, publié en 2002. Ce livre aborde de nombreux thèmes qu'elle poursuivra dans des œuvres ultérieures, notamment l'identité, le sexe, la sexualité, le temps et la mémoire ou encore l'évasion.
Ses photographies sont centrées sur la révélation des désirs et des rêves cachés, qui se manifestent fréquemment en marge de la société. Trop souvent, cette marge est occupée par des femmes, comme l'attestent bon nombre de ses projets. Des portraits de travailleuses du sexe au Brésil et au Japon, au rôle des femmes dans la société chinoise contemporaine, Nathalie Daoust explore le côté sombre de la construction de l'identité féminine.

Elle est motivée par son envie de comprendre le désir humain et de construire des expériences qui nous permettent de vivre, l’espace d’un instant, dans un monde irréel. Depuis les dominatrices d’un hôtel japonais sadomasochiste dans Tokyo Hotel Story, jusqu’à la décision d’un homme de se défaire de sa propre identité pour en adopter une autre dans Impersonating Mao, son travail est à la limite entre fiction et réalité. À ce jour, son projet le plus complexe sur le plan conceptuel, Korean Dreams, explore le sens de la fantaisie. En traversant la Corée du Nord, elle a observé la manipulation de la réalité à l'échelle nationale, capturant les couches successives d'illusion forcée perpétuées par le gouvernement nord-coréen.

Utilisant divers moyens pour aborder ses sujets, la technique de Nathalie Daoust joue un rôle crucial dans la communication de contenu. Elle utilise des techniques non numériques afin que le processus de création de l'image contribue en lui même à ses explorations conceptuelles.
Le 4 octobre 2014, Nathalie Daoust épouse Jonathan Douglas-Scott-Montagu, biochimiste et demi-frère cadet de Ralph Douglas-Scott-Montagu, 4e baron Montagu de Beaulieu.

## Projets

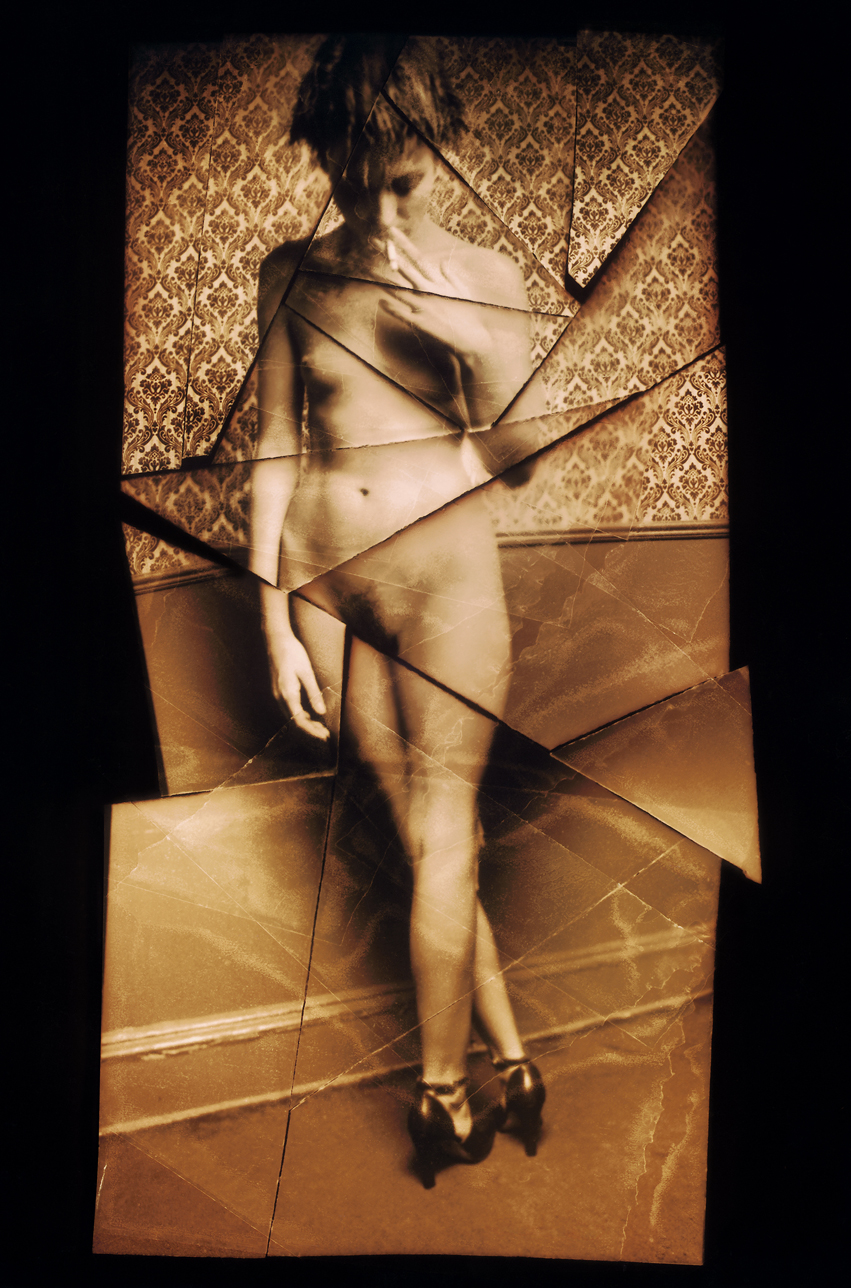
New York Hotel Story, USA

### New York Hotel Story
En 1997, Nathalie Daoust est invitée à décorer une chambre du Carlton Arms Hotel de New York, un hôtel qui durant les 30 dernières années a invité des artistes étrangers pour en transformer les chambres. Elle crée un monde merveilleux pour enfant, peint avec des couleurs vives et rempli de jeux et d’animaux en peluche. Une fois ce travail achevé, elle passe deux années à habiter toutes les différentes pièces du Carlton Arms Hotel pour en faire les sujets d'un travail de photographie. Les images qui en résultent explorent l’interaction entre le sujet et l’environnement fermé, s’engageant dans l’incertitude du soi, chaque pièce devenant un monde microcosmique. 
Ces photos ont été publiées dans un livre du même nom en 2002.

### Tokyo Girls
Cette série de portrait immortalise trente danseuses exotiques venant des quatre coins du monde, amenées à Tokyo pour prendre part à un striptease multiculturel. Capturées à l'aide de la technologie lenticulaire, une technique qui donne l'illusion du mouvement, ces femmes semblent danser devant nos yeux, se tordant et tournant en boucle. Bien que leur destin puisse sembler mélancolique, les danseuses montrent une certaine frivolité, illustrée par le clin d'œil d’une femme pendant un striptease. 

Bien qu’unis par leur occupation commune, chaque portrait présente un individu unique. Photographiées sur un fond blanc, les femmes peuvent raconter leurs propres histoires, en communiquant par le biais du mouvement et de l'expression. Nathalie Daoust les empêche de se conformer à des stéréotypes, en leur permettant de révéler l'artifice conscient qui intervient dans leur activité.

### Entre Quatre Murs, Berlin
Centré sur la construction de l’identité féminine, Entre Quatre Murs, Berlin est une composition de femmes et d’espace. Cette séquence de portraits en trois dimensions fait transparaître le corps féminin, Nathalie Daoust imbrique ses sujets dans leur environnement jusqu'à ce que la distinction entre identité et environnement s'efface presque entièrement. Les femmes semblent tour à tour mélancoliques, enjouées, provocantes et nostalgiques, alors que les frontières entre leur monde extérieur et leur moi intérieur se dissolvent.
Chaque image est un composite, les éléments sont séparés et imprimés sur des couches de film orthochromatique. En superposant ces couches, l'image est reconstituée en trois dimensions. 

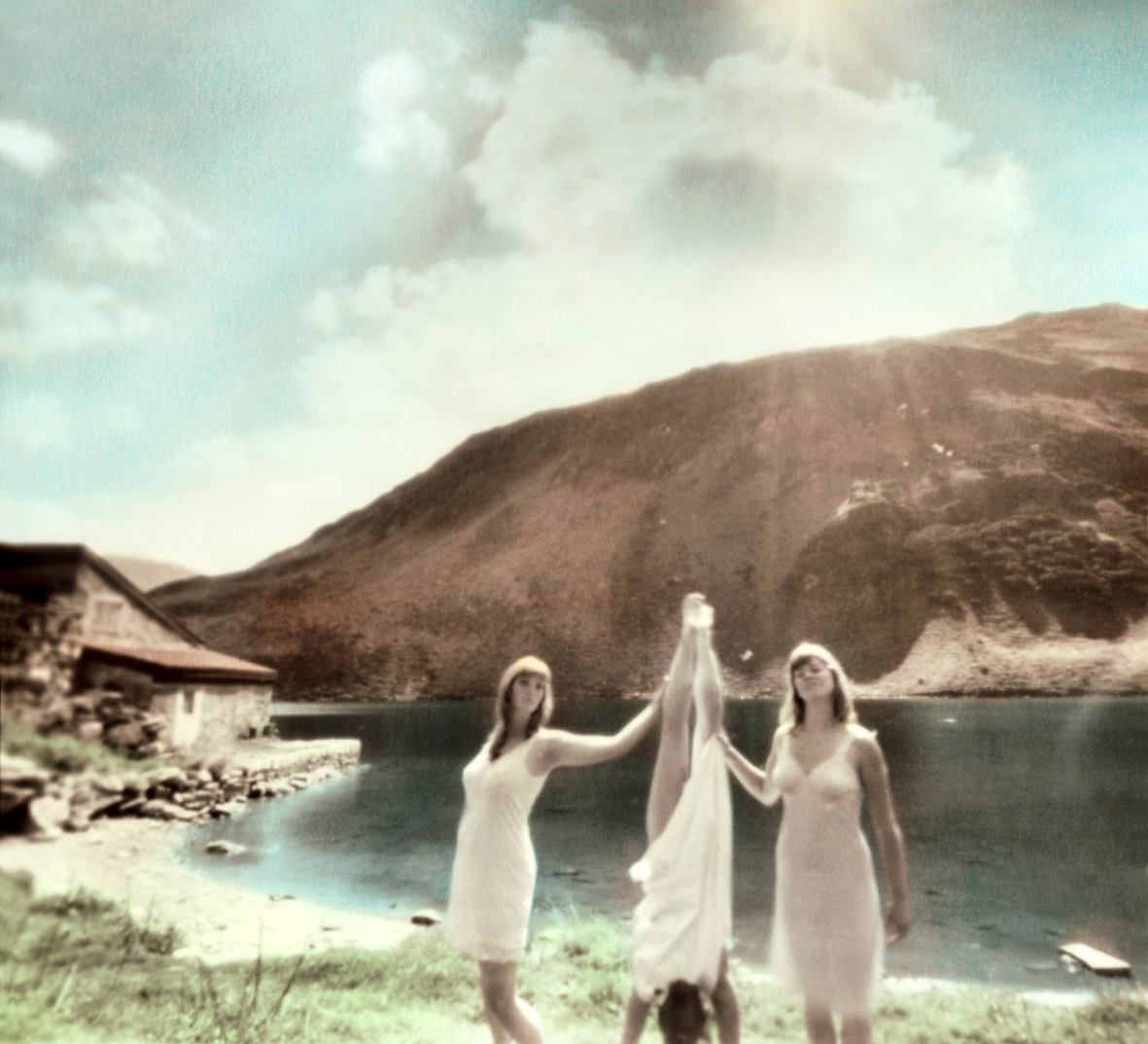
Frozen In Time, Suisse

### Street Kiss, Brésil
Le Nicacio, une maison close au centre de Rio de Janeiro, est à la fois un lieu de commerce sexuel haut de gamme  et un espace décoré par des artistes. Les employées de la maison close ont également fondées une marque de mode, Daspu, afin de financer la couverture sociale des prostituées.

En tant que femme photographe, Nathalie Daoust perturbe les échanges entre ces sujets et leurs public traditionnel, permettant ainsi à ces femmes d'exister non pas en tant qu'objets passifs du regard masculin, mais en tant que participantes actives à la création de leur identité de genre. De cette manière, les femmes, l'art et la lutte pour la dignité s'unissent.

### Frozen in Time, Suisse
Située sur un terrain ambigu où le rêve et la réalité s’opposent, cette série d’images de sténopés peintes à la main en noir et blanc juxtapose le paysage idyllique des Alpes suisses avec des corps féminins guindés, leurs figures aussi désordonnées que celle d’une poupée abandonnée. Ces femmes anonymes sont délibérément ambiguës et évoquent un sentiment universel de perte et de déséquilibre. Dans cet état de réalité modifié, l’immobilité et le silence imprègnent chaque image. C’est un calme presque postapocalyptique, le paysage est ponctué d’éléments artificiels, de monuments en ruines, marquants un monde en voie de disparition.

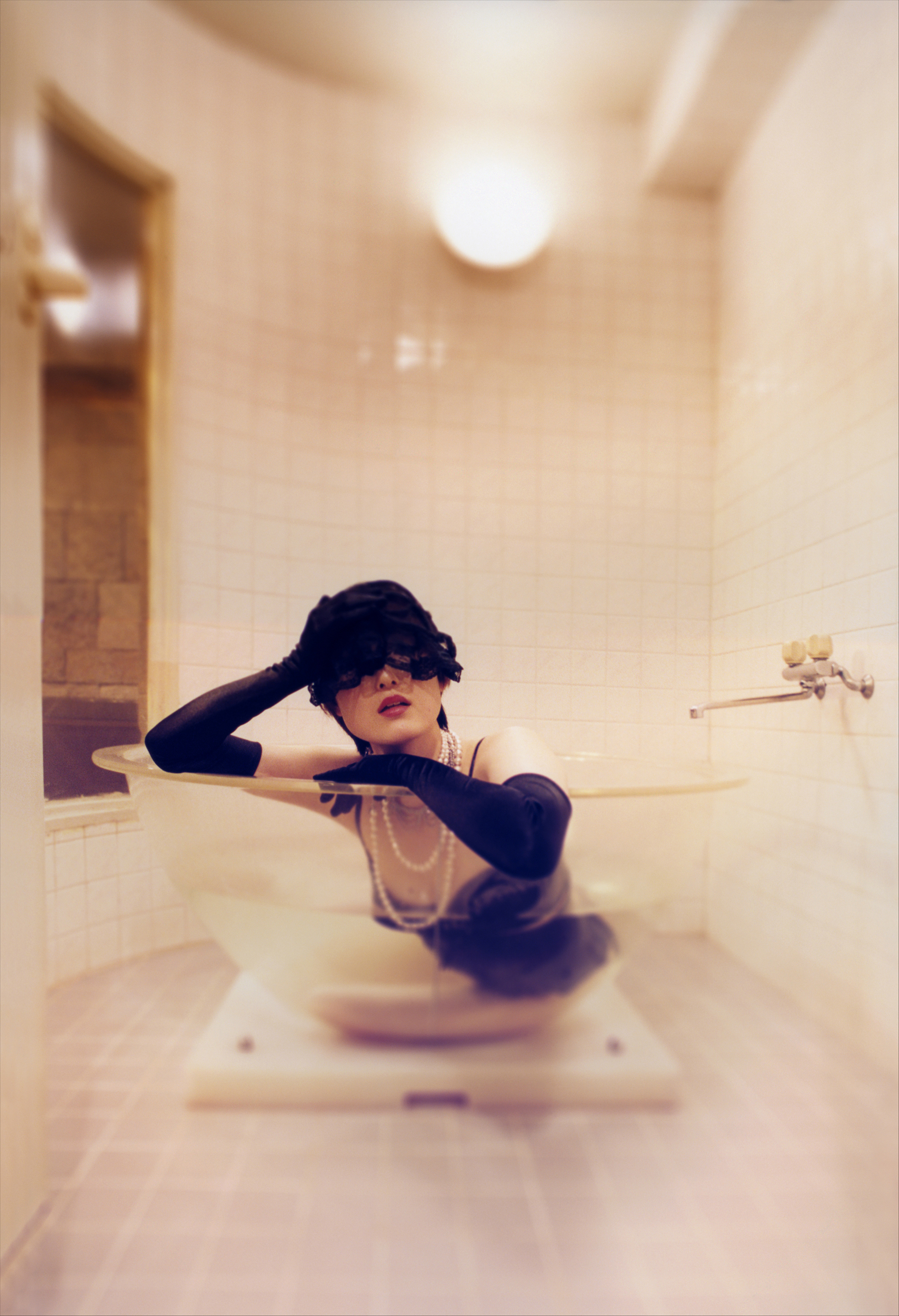
Tokyo Hotel Story, Japon

### Tokyo Hotel Story
Tokyo Hotel Story prolonge les recherches de Nathalie Daouet sur la sexualité féminine et la subversion des stéréotypes de genre. Durant quatre mois, Nathalie s’entretient avec les dominatrices de l’un des premiers love hôtels sadomasochistes à Tokyo, l’Alpha-In. Elle y photographie 39 femmes dans leurs chambres privées, entourées de l'équipement et vêtues des costumes qui caractérisent leur métier. Son travail emmène le spectateur au-delà des tabous tout en montrant le désir humain universel d'échapper à la réalité.

### Impersonating Mao, La Chine
Ce documentaire photographique présente le monde intérieur d’un homme qui s’est approprié le personnage de Mao Zedong, le fondateur de la République populaire de Chine. Photographiés sur de vieilles pellicules chinoises, les négatifs sont physiquement manipulés dans la chambre noire puis scellés dans une résine de couleur ambre pour créer un monde d'illusion sans substance. Chaque scène est un équilibre saisissant entre douceur et brutalité, une mémoire floue se heurtant à un présent concret. Les images invitent le spectateur à réfléchir sur les notions de pouvoir et d'impuissance, à travers cet homme cherchant de l’attention en assumant un personnage aussi controversé.

### China Dolls, Chine

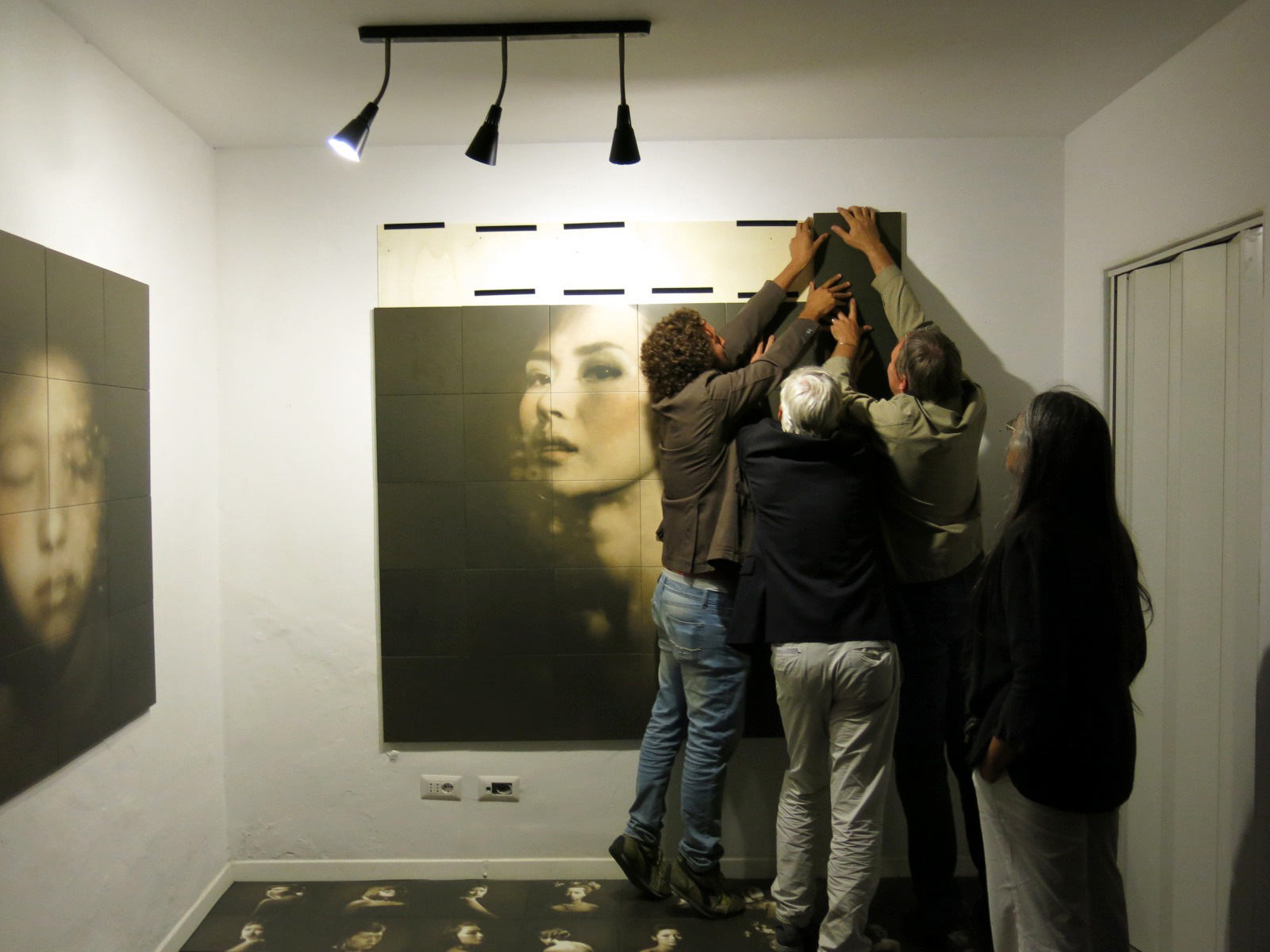
China Dolls, Chine

China Dolls est une étude des femmes chinoises contemporaines, du rôle qu'elles jouent dans la société et des conséquences de la politique de l'enfant unique. Photographiées individuellement dans une pièce sombre, Nathalie Daoust coupe la scène de tout signes extérieur, et met en lumière des femmes qui, selon elle, « sont restées dans l’ombre ». Ces tableaux lyriques et avortés personnifient l'impression d’altérité et d’un monde occulté qui imprègne son travail.

### Korean Dreams, Corée Du Nord
Korean Dreams est une série complexe qui explore le monde mystérieux de la Corée du Nord. Les images de Nathalie Daoust révèlent un pays qui semble exister hors du temps, tel un mirage soigneusement chorégraphié. Elle a passé une grande partie de sa carrière à explorer le monde chimérique de la fantaisie, les désirs cachés et les pulsions qui obligent les gens à rêver, à se déguiser, à dépasser les limites de la convention. Avec Korean Dreams, elle explore cette impulsion d'évasion non pas comme un choix individuel, mais comme un mode de vie imposé à toute une nation.

## Publications
- New York Hotel Story, Buch, 2002[3]
- Photo Sélection magazine, Canada, 1997
- Numero Uno magazine, Australie, 2000
- Afisha magazine, Russie, 2004
- NY Arts magazine, États-Unis, 2006
- Fotosite magazine, Brésil, 2007
- Art Le Sabord magazine, Canada[4]
- Helsingin Sanomien, Finlande[5]
- 1814 magazine, États-Unis[6],[7]
- Front magazine, Canada[8]
- Border Crossings art magazine, Canada[9]
- AnOther Magazine, Royaume-Uni[10]
- Vice magazine, États-Unis[11]
- Spiegel Magazine, Allemagne[12],[13]
- Elephant Magazine, Royaume-Uni[14]